# Trimmatom pharus
 Trimmatom pharus es una especie de peces de la familia de los Gobiidae en el orden de los Perciformes.

## Hábitat
Es un pez de Mar y, de clima tropical y asociado a los arrecifes de coral que vive entre 0-3 m de profundidad.

## Distribución geográfica
Se encuentra en Australia, Txagos, Indonesia, el Japón, Papúa Nueva Guinea, las Filipinas, las Seychelles e Islas Salomón.

## Observaciones
Es inofensivo para los humanos. 